# Gǒng Jīn'ōu
Gǒng Jīn'ōu (in cinese tradizionale: 鞏金甌; in cinese semplificato: 巩金瓯, «Coppa d'oro massiccio») è stato l'inno della dinastia Qing e primo inno nazionale che la Cina abbia mai avuto. Adottato dall'impero cinese il 4 ottobre 1911, il titolo fa riferimento alla "coppa d'oro", strumento usato per i rituali antichi e che simboleggiava i Qing. Ma, nonostante l'inno esaltasse la stabilità dell'impero, sei giorni dopo la sua proclamazione ebbe luogo la rivolta di Wuchang, che portò rapidamente alla caduta dei Qing. Per questa ragione Gǒng Jīn'ōu non è mai stato eseguito in alcuna cerimonia ufficiale.

## Inni precedenti
Tutte le dinastie cinesi erano solite utilizzare alcune canzoni e musiche tradizionali per le loro cerimonie, ma non avevano mai avuto un vero e proprio inno ufficiale che rappresentasse il loro paese. Verso la fine del diciannovesimo secolo, tuttavia, la Cina era entrata in contatto con varie nazioni, soprattutto europee, che possedevano un proprio inno ufficiale. Così, "per convenienza diplomatica", alcuni politici e intellettuali cinesi iniziarono a richiedere un inno ufficiale.
Zeng Jize (1839-1890) - figlio maggiore del famoso statista e generale Zeng Guofan - fu inviato come diplomatico dai Qing in Francia, Gran Bretagna e Russia per diversi anni a partire dal 1878. Intorno al 1880, compose una canzone chiamata Pu Tian Yue, considerata de facto il primo inno cinese. Tuttavia, nonostante le continue richiese di addottarlo come inno, la corte e la dinastia cinese non approvarono.
Quando Li Hongzhang (1823-1901) visitò l'Europa occidentale e la Russia nel 1896, gli fu nuovamente chiesto di fornire l'inno nazionale cinese per l'esibizione a alcuni ricevimenti statali. Egli, colto "di sorpresa", decise allora di adattare frettolosamente un poema chiamato jueju come inno ufficiale dei Qing. Quella canzone in seguito divenne nota come "La melodia di Li Zhongtang", ma non fu mai ufficialmente riconosciuta dal governo come inno nazionale.

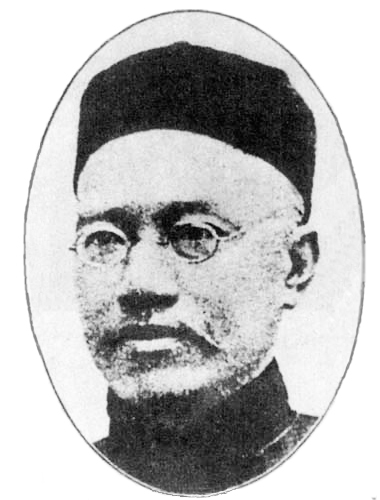
Yan fu, lo studioso che scrisse il testo dell'inno in cinese classico

## L'avvento diGǒng Jīn'ōu
Il 25 gennaio 1911, un funzionario del Ministero dei Riti chiamato Cao Guangquan (曹廣權／曹广权) chiese alla corte cinese di adottare un inno nazionale che potesse essere eseguito durante le cerimonie di corte. Propose che tutti i più alti funzionari raccogliessero sia la musica cinese antica, sia esempi di musica di nazioni estere e che, partendo da questa base, progettassero un inno per la dinastia Qing. La proposta venne accettata e il Consiglio Cerimoniale (典禮院／典礼院), che aveva da poco sostituito le funzioni del Ministero dei Riti, incaricò Putong (溥侗) (1877-1950) - un nobile Manciu diretto discendente dell'imperatore Daoguang- di scrivere la melodia, mentre selezionarono Yan Fu (1854–1921), traduttore di trattati scientifici e filosofici europei, di scrivere il testo dell'inno.
Il governo cinese adottò quindi Gǒng Jīn'ōu come inno nazionale il 4 ottobre 1911.

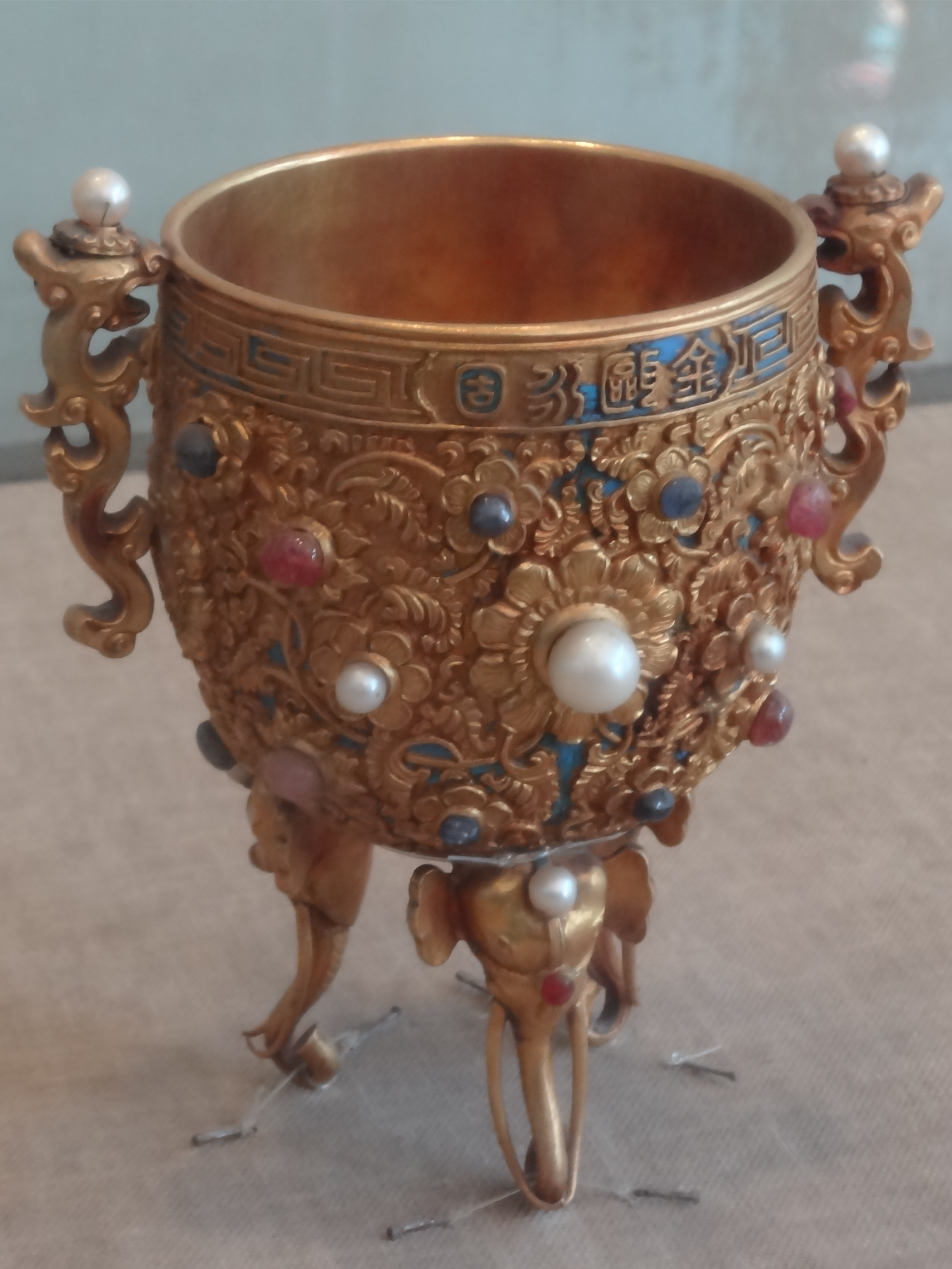
Una coppa d'oro massiccio conservata al Museo del Palazzo di Pechino

## Titolo
Lo Ou (甌) era una specie di recipiente per il vino usato nell'antichità, quindi Jin'ou (金甌／金瓯) voleva dire letteralmente "vaso di vino d'oro", che simboleggiava infatti un "paese indistruttibile", proprio come il recipiente d'oro. Gli imperatori Qing usavano tale vaso per scopi perlopiù rituali ed essendo intarsiata di perle e gemme, era conosciuta come la Coppa d'oro massiccio (金甌永固杯). La scelta di questo titolo, come scrisse Yan fu, era volta a rappresentare la stabilità dell'impero e tutti i vantaggi che esso portava ai suoi cittadini.

## Testo
Qui di seguito è riportato l'inno tradotto e scritto in diversi modi:
| Cinese tradizionale                                                               | Cinese semplificato                                                               | Hanyu Pinyin | Wade–Giles | Trascrizione IPA | traduzione in italiano |
| --------------------------------------------------------------------------------- | --------------------------------------------------------------------------------- | --- | --- | --- | --- |
| 鞏金甌, 承天幬, 民物欣鳧藻, 喜同袍. 清時幸遭, 真熙皞, 帝國蒼穹保. 天高高, 海滔滔. | 巩金瓯, 承天帱, 民物欣凫藻, 喜同袍. 清时幸遭, 真熙皞, 帝国苍穹保. 天高高, 海滔滔. | Gǒng Jīn'ōu Chéng tiān chóu, Mínwù xīn fúzǎo, Xǐ tóng páo. Qīng shí xìngzāo, Zhēn xī hào, Dìguó cāngqióng bǎo. Tiān gāogāo, Hǎi tāotāo. | Kung chin'ou Chʻêng tʻien chʻou, Minwu hsin futsao, Hsai t'ung p'ao. C'hing hsi hsingtsao, Chên hsi hao, Tikuo tsʻang chʻiungpao. T'ien kaokao, Hai t'aot'ao. | [kʊ̀ŋ t͡ɕín.óʊ̯ ʈ͡ʂʰɤ̌ŋ tʰjɛ́n ʈ͡ʂʰǒʊ̯ mǐn.û ɕín fǔ.t͡sɑ̀ʊ̯ ɕì tʰʊ̌ŋ pʰɑ̌ʊ̯ t͡ɕʰíŋ ʂɻ̩̌ ɕîŋ.t͡sɑ́ʊ̯ ʈ͡ʂə́n ɕí xɑ̂ʊ̯ tî.kwǒ t͡sʰɑ́ŋ.t͡ɕʰjʊ̌ŋ pɑ̀ʊ̯ tʰjɛ́ɪ̯ kɑ́ʊ̯.kʰɑ́ʊ̯ x. | Coppa d'oro massiccio, sotto l'egida del cielo, tutta la civiltà cesserà di lavorare, unita nella felicità e nell'allegria. Finché i Qing regneranno, il nostro impero sarà blasonato dalla luce e i nostri confini saranno vasti e preservati. Il cielo si estende all'infinito, il mare trabocca di turbolenze. |